# California Jack
California Jack är ett kortspel som har utvecklats ur seven up och som i likhet med detta spel går ut på att ta hem stick med så värdefulla kort som möjligt.
Spelarna, som ska vara två, får sex kort var i given. Övriga kort bildar en talong, där korten ligger med framsidan uppåt. Efter varje spelat stick tar spelarna upp varsitt kort från talongen, så att handen består av sex kort så länge talongen räcker. Vilken färg som ska vara trumf bestäms av det högsta kortet vid dragningen om given. 
I varje giv finns det fyra poäng att spela om: för trumfesset, för trumftvåan, för trumfknekten och för läsen, vilket sistnämnda innebär flest hemspelade ”ögon” (ess värderas till 4 ögon, kungar till 3, damer till 2, knektar till 1 och tior till 10 ögon). Den spelare som först uppnår 7 poäng vinner.